# 279 (numero)
Duecentosettantanove (279) è il numero naturale dopo il 278 e prima del 280.

## Proprietà matematiche
- È un numero dispari.
- È un numero composto con 6 divisori: 1, 3, 9, 31, 93, 279. Poiché la somma dei suoi divisori (escluso il numero stesso) è 136 > 279, è un numero difettivo.
- È pari alla somma dei primi 13 numeri primi dispari (dal 3 al 43).
- È un numero congruente.
- È parte delle terne pitagoriche (279, 372, 465), (279, 440, 521), (279, 1240, 1271), (279, 1428, 1455), (279, 4320, 4329), (279, 12972, 12975), (279, 38920, 38921).

## Astronomia
- 279P/La Sagra è una cometa periodica del sistema solare.
- 279 Thule è un asteroide della fascia principale del sistema solare.

## Astronautica
- Cosmos 279 è un satellite artificiale russo.